# Gorno Strogomichté
Gorno Strogomichté (en macédonien Горно Строгомиште ; en albanais Drogomishta e Madhe) est un village de l'ouest de la Macédoine du Nord, situé dans la municipalité de Kitchevo. Le village comptait 1123 habitants en 2002.

## Démographie
Lors du recensement de 2002, le village comptait :
- Albanais : 1 093
- Macédoniens : 4
- Autres : 26